# Creston (British Columbia)
|                       | Jan  | Feb  | Mär  | Apr  | Mai  | Jun  | Jul  | Aug  | Sep  | Okt  | Nov  | Dez  |   |       |
| Mittl. Tagesmax. (°C) | 0,1  | 3,3  | 8,6  | 14,5 | 19,3 | 22,7 | 26,5 | 26,6 | 20,9 | 13   | 4,7  | 0,3  | ⌀ | 13,4  |
| Mittl. Tagesmin. (°C) | −5,5 | −3,6 | −0,8 | 2,5  | 6,3  | 9,7  | 12,1 | 11,8 | 7,2  | 2,5  | −1,3 | −4,9 | ⌀ | 3     |
|                       |      |      |      |      |      |      |      |      |      |      |      |      |   |       |
| Niederschlag (mm)     | 67   | 48,1 | 43,1 | 42,1 | 56,4 | 58,7 | 39,1 | 39,4 | 38,3 | 42,3 | 77,6 | 79,1 | Σ | 631,2 |

| −5,5 |

| −3,6 |

| −0,8 |

| 2,5 |

| 6,3 |

| 9,7 |

| 12,1 |

| 11,8 |

| 7,2 |

| 2,5 |

| −1,3 |

| −4,9 |

| −5,5 |

| −3,6 |

| −0,8 |

| 2,5 |

| 6,3 |

| 9,7 |

| 12,1 |

| 11,8 |

| 7,2 |

| 2,5 |

| −1,3 |

| −4,9 |

Creston ist eine Kleinstadt im südöstlichen British Columbia, Kanada. Die 5.000 Einwohner-Kleinstadt liegt im Regional District of Central Kootenay, etwa auf halber Strecke zwischen Castlegar und Cranbrook. Sie liegt rund 10 Kilometer nördlich der Grenze zu den Vereinigten Staaten von America.
Creston liegt im Übergangsgebiet von den Purcell Mountains zu den Selkirk Mountains.
Creston ist eine von zwei Ansiedlungen im südlichen British Columbia, in welcher die Sommerzeit nicht gilt. Die andere Ansiedlung ist Yahk. Weiterhin gilt in Creston, abweichend vom restlichen Regional District of Central Kootenay, nicht die Pacific Standard Time, sondern die Mountain Standard Time.

## Geschichte
In der Sprache der Kutenai heißt Creston kxunama?nam. Dies bedeutet so viel wie Straße zu See. Die Kutenai siedelten auch schon lange vor der ersten europäischen Ansiedlung in dieser Gegend.
Die Erforschung des Creston Valley durch Europäer begann um 1808, als David Thompson die Region erforschte. Ihm folgten zuerst die Pelzhändler und Goldsucher und später dann die Vermesser für die Eisenbahn. Mit dem Bau von Strecken durch die Canadian Pacific Railway und Great Northern Railway begann in den frühen 1880er Jahren dann auch die verstärkte Ansiedlung von Farmern.
Land- und Forstwirtschaft waren die wichtigsten Wirtschaftszweig der neuen Gemeinschaft. Der Bergbau zog zwar viele Leute an, aber die Bodenschätze des Creston Valley waren nicht ergiebig genug, um eine rentabele Bergbauindustrie zu unterstützen.
Die Ansiedlung wuchs in den folgenden Jahren beständig und am 1. März 1899 eröffnete dann auch ein Postamt in Creston.

## Demographie
Die letzte offizielle Volkszählung, der Census 2016, ergab für die Ansiedlung eine Bevölkerungszahl von 5.351 Einwohnern, nachdem der Zensus 2011 für die Gemeinde noch eine Bevölkerungszahl von 5.306 Einwohnern ergab. Die Bevölkerung nahm damit im Vergleich zum letzten Zensus im Jahr 2011 nur um 0,8 % zu und entwickelte sich deutlich schwächer als der Provinzdurchschnitt, dort mit einer Bevölkerungszunahme von 5,6 %. Im Zensuszeitraum 2006 bis 2011 hatte die Einwohnerzahl in der Gemeinde noch um 9,9 % abgenommen, während sie im Provinzdurchschnitt nur um 7,0 % zunahm.
Zum Zensus 2016 lag das Durchschnittsalter der Einwohner bei 52,2 Jahren und damit weit über dem Provinzdurchschnitt von 42,3 Jahren. Das Medianalter der Einwohner wurde mit 57,7 Jahren ermittelt. Das Medianalter aller Einwohner der Provinz lag 2016 bei 43,0 Jahren. Zum Zensus 2011 wurde für die Einwohner der Gemeinde noch ein Medianalter von 55,2 Jahren ermittelt, bzw. für die Einwohner der Provinz bei 41,9 Jahren.

## Politik
Die Zuerkennung der kommunalen Selbstverwaltung für die Gemeinde erfolgte am 14. Mai 1924 (incorporated als Village Municipality). Der Status einer Kleinstadt (Town) wurde Creston am 26. Juli 1966 verliehen.
Bürgermeister der Gemeinde ist Ron Toyota. Zusammen mit sechs weiteren Bürgern bildet er den Rat der Kleinstadt (council).

## Wirtschaft
Die Wirtschaft im Creston Valley wird stark durch die Land- und Forstwirtschaft geprägt. Bedingt durch seine Lage sind besonders der Obst- und Gemüseanbau sehr stark. Allerdings nimmt in den letzten Jahren auch der Getreideanbau wieder zu.
Ein weiterer wichtiger Arbeitgeber ist die Columbia Brewery (inzwischen im Besitz der Anheuser-Busch-InBev-Gruppe), welche in Creston seit 1959 ihr Bier der Marke Kokanee braut.
In den letzten Jahren gewinnt auch der Tourismus als Erwerbsquelle zunehmend an Bedeutung.
Das Durchschnittseinkommen der Beschäftigten in Creston lag im Jahr 2006 bei 20.019 C $, während es zur selben Zeit im Durchschnitt der gesamten Provinz British Columbia 24.867 C $ betrug.

## Verkehr
In Ost-West-Richtung verläuft der Crowsnest Highway (Highway 3) durch das Stadtgebiet. Weiterhin nehmen die in Nord-Süd-Richtung verlaufenden Highway 3A und Highway 21 ihren Anfang in Creston. Der Highway 3A verbindet Creston dabei mit Keremeos im Norden der Provinz und der Highway 21 die Kleinstadt an der US-amerikanischen Grenze im Süden.
Etwa 7 Kilometer südöstlich der kleinen Stadt befindet sich der örtliche Flugplatz (IATA-Flughafencode: -, ICAO-Code: -, Transport Canada Identifier: CAJ3). Der Flugplatz verfügt nur über eine asphaltierte Start- und Landebahn von 1.202 Meter Länge.
Öffentlicher Personennahverkehr wird örtlich durch das „Creston Valley Transit System“ angeboten, welches von BC Transit in Kooperation betrieben wird.

## Söhne und Töchter der Stadt
- Randy Rota (* 1950), Eishockeyspieler
- Darren Jensen (* 1960), Eishockeytorwart
- Jamie Huscroft (* 1967), Eishockeyspieler und -trainer
- Pascale Hutton (* 1979), Schauspielerin